# Épsilon Serpentis
Épsilon Serpentis (ε Ser / 37 Ser / HD 141795) es una estrella de magnitud aparente +3,71 en la constelación de Serpens, situada en Serpens Caput —la cabeza de la serpiente—. Ostenta el nombre, apenas utilizado, de Nulla Pambu —«la buena serpiente» en lengua tamil—, cuyo origen proviene del nombre que los encantadores de serpientes de la India dan a Serpens Caput.
Situada a 70 años luz de distancia de la Tierra, Épsilon Serpentis es una de las estrellas blancas de la secuencia principal más cercanas al sistema solar. En estas estrellas, al igual que en el Sol, la energía se obtiene por la fusión de hidrógeno en helio.
Sin embargo, a diferencia de otras estrellas de este tipo, Épsilon Serpentis es una estrella con líneas metálicas, es decir, el espectro de su atmósfera externa muestra un enriquecimiento de ciertos metales y un empobrecimiento de otros.
Así, las abundancias relativas de escandio y calcio equivalen, respectivamente, al 5% y al 15% de los valores solares.
Por el contrario, el contenido de níquel es tres veces mayor que en el Sol y los de zirconio y bario son, respectivamente, 8 y 11 veces superiores a los solares.
Este enriquecimiento es más patente en los elementos lantánidos, siendo el lantano 15 veces y el cerio 20 veces más abundante que en el Sol.
La temperatura de Épsilon Serpentis es 8400 K —menor que la esperada para su tipo espectral A2, resultado de su anómala composición— y su luminosidad es 12,4 veces mayor que la luminosidad solar.
Su radio es un 70% más grande que el radio solar y rota con una velocidad de al menos 39 km/s.
Tiene una masa de 1,85 masas solares y su edad se estima en 350 millones de años, una cuarta parte del tiempo que empleará en la fusión de su hidrógeno.
Es una estrella muy similar a Cástor Ba (α Geminorum Ba), también estrella Am.